# شافتسبوري (فيرمونت)
شافتسبوري (بالإنجليزية: Shaftsbury, Vermont)‏ هي بلدة تقع بولاية فيرمونت في الولايات المتحدة. تبلغ مساحتها 111.8 (كم²)، وترتفع عن سطح البحر 318 م، بلغ عدد سكانها 3767 نسمة في عام 2000 حسب إحصاء مكتب تعداد الولايات المتحدة وتصل الكثافة السكانية فيها 33.7 نسمة/كم2.

## وصلات خارجية
- http://www.shaftsbury.net
- The US50 - Cities and Towns in Vermont State
- Vermont Cities and Towns, Facts, Map, Flag, Colleges, Government, and More